# Huasteca Alta
En el estado mexicano de Veracruz, la Región Huasteca se localiza hacia el extremo norte, desde el río Cazones hasta el río Tamesí. Se subdivide en dos regiones: Huasteca Alta y Huasteca Baja. 
Su relieve es llano y de bajos lomeríos, y su clima cálido. Está irrigada por varios ríos y lagunas, entre los que destacan el río Tuxpan y la laguna de Tamiahua. 
La ciudad más importante de la Huasteca Baja es la ciudad y puerto de Tuxpan. 
Una de sus zonas arqueológicas más importante es el castillo de Teayo.
Los municipios que conforman el Distrito electoral federal 1 de Veracruz son:
1. Pánuco
2. El Higo
3. Pueblo Viejo
4. Tampico Alto
5. Tempoal
6. Ozuluama de Mascareñas
7. Tantima
8. Tamalín
9. Chinampa de Gorostiza
10. Naranjos Amatlán

- Datos: Q5903928